# Sapitwa
Le pic Sapitwa est le point culminant du Malawi avec une altitude de 3 002 m et l'un des sommets ultraproéminents d'Afrique. Il est situé dans le Sud du pays, dans le massif Mulanje, à l'est de Blantyre, non loin de la frontière avec le Mozambique.
En langue locale chichewa, sapitwa signifie « n'y va pas ». Même si la région est très touristique, elle est réputée dangereuse en raison des difficultés d'ascension et de changements météorologiques parfois très brusques. De fait, trois touristes non accompagnés par un guide ont disparu dans des conditions inexpliquées non loin du pic Sapitwa en 2003.
Le Franco-Brésilien Gabriel Buchmann a également trouvé la mort par hypothermie en 2009 lors de sa redescente de la montagne. La fin du film de Fellipe Barbosa Gabriel et la Montagne a été tourné en partie au sommet et sur les flancs du Sapitwa où Buchmann est décédé.